# Сликарева фатаморгана
Сликарева фатаморгана је позоришна представа коју су режирао Радослав Лазић на основу дела Богомира Мршуље.
Представа је реализована у продукцији позоришта ДАДОВ, као дванаеста премијера омладинског позоришта.
Премијерно приказивање било је  11. јануара 1962.
Поред режије представа Лазић је радио и као техничко вођство.

## Улоге
| Лица      | Глумци            |
| --------- | ----------------- |
| Сликар    | Предраг Јовановић |
| Жена      | Биљана Јурман     |
| Непознати | Слободан Регнер   |